# VIVA (televisiezender)
VIVA is een Duitse voormalige televisiezender die eigendom was van Viacom. Naast het originele Duitse kanaal waren de volgende kanalen actief:
- VIVA Switzerland
- VIVA Austria
- VIVA Hungary
- VIVA Poland
- Viva, het Engelstalige kanaal